# 265

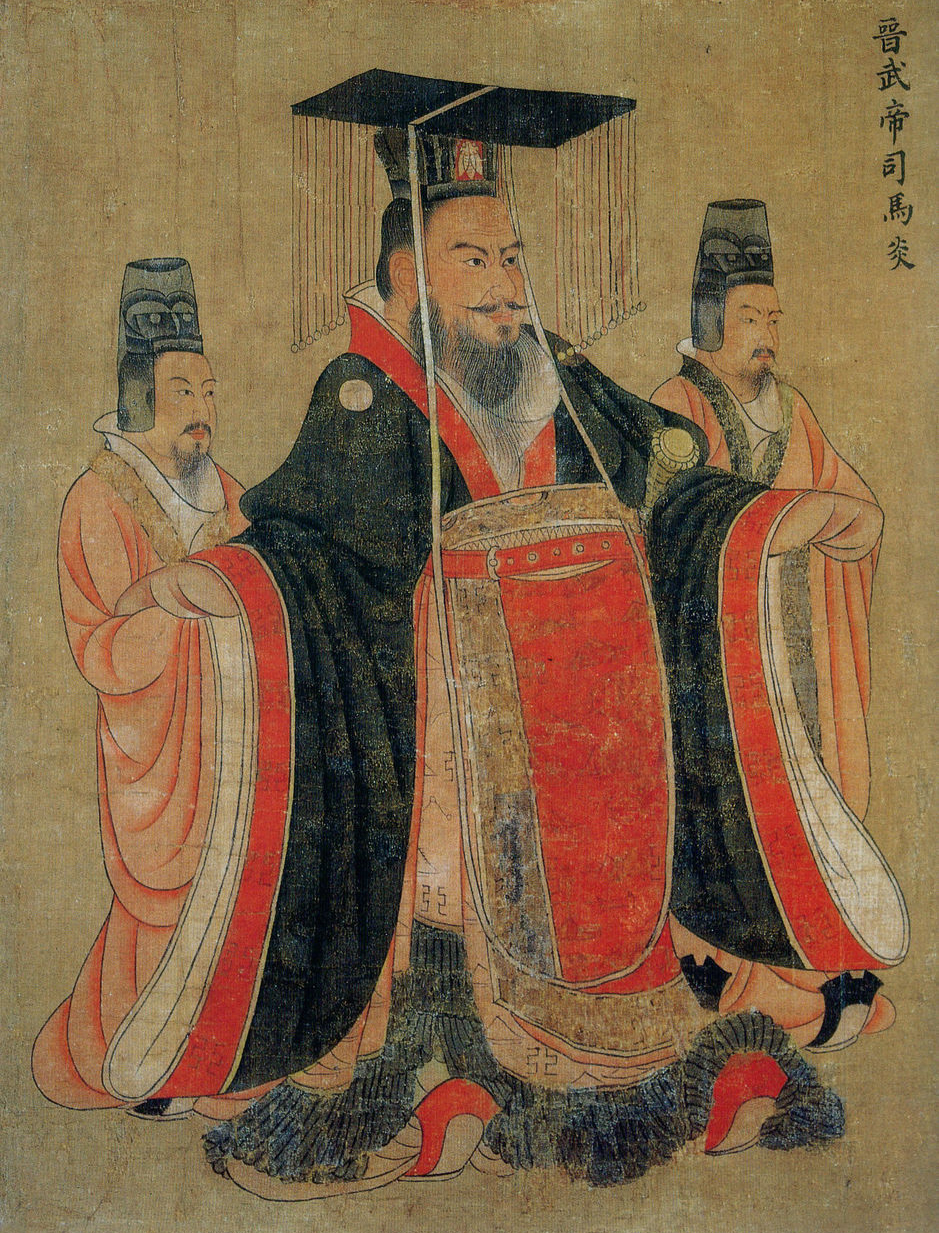
Keizer Sima Yan door Yan Liben

Het jaar 265 is het 65e jaar in de 3e eeuw volgens de christelijke jaartelling.

## Gebeurtenissen

### Italië
- 4 december - In Verona wordt de stadsmuur Nova Gallieniana opgeleverd, de bouwwerken zijn op 3 april in opdracht van keizer Gallienus begonnen. Ook Milaan wordt voorzien van een stadsmuur, om de inwoners te beschermen tegen de plunderende Alemannen. Hoewel keizer Gallienus geprezen wordt voor deze snelle bouw, vraagt menigeen zich af waarom voor het eerst sinds eeuwen stadsmuren weer nodig geworden zijn.

### Europa
- Gallienus probeert tevergeefs Postumus die het Gallische keizerrijk regeert uit de westelijke provincies te verdrijven. Tijdens een belegering in Gallië wordt hij getroffen door een pijl en trekt zich terug naar Italië.

### China
- Drie Koninkrijken: Sima Yan, een kleinzoon van Sima Yi, herenigt de twee koninkrijken (Wei en Shu-staat) en sticht de Westelijke Jin-dynastie. Hij vestigt zich in de hoofdstad Luoyang en maakt plannen voor een veldtocht tegen het koninkrijk Wu.